# Faramea stenophylla
Faramea stenophylla är en måreväxtart som beskrevs av Paul Carpenter Standley. Faramea stenophylla ingår i släktet Faramea och familjen måreväxter.
Artens utbredningsområde är Honduras. Inga underarter finns listade i Catalogue of Life.